# Gamō Hideyuki
Gamō Hideyuki (蒲生 秀行?; 1583 – 13 giugno 1612) è stato un daimyō giapponese capo del clan Gamō.

## Biografia
Hideyuki era figlio di Gamō Ujisato ed ereditò il feudo del padre nel dominio di Aizu (420.000 koku) nel 1596. Fu trasferito a Utsunomiya nella provincia di Shimotsuke nel 1598, con una perdita di reddito di 180.000 koku. Non è chiaro perché Hideyoshi trasferì il giovane Hideyuki, ma secondo alcuni storici sperava che spostando l'influente daimyō Uesugi Kagekatsu ad Aizu il potere regionale di Tokugawa Ieyasu nell'area del Kantō sarebbe stato compromesso.
Hideyuki supportò Ieyasu durante la campagna di Sekigahara, e nonostante non avesse combattuto sul campo ricevette nuovamente il feudo di Aizu come ricompensa.
Quando il secondo figlio di Hideyuki, Tadamoto, morì, il clan Gamō cessò di esistere.